# Miss Earth

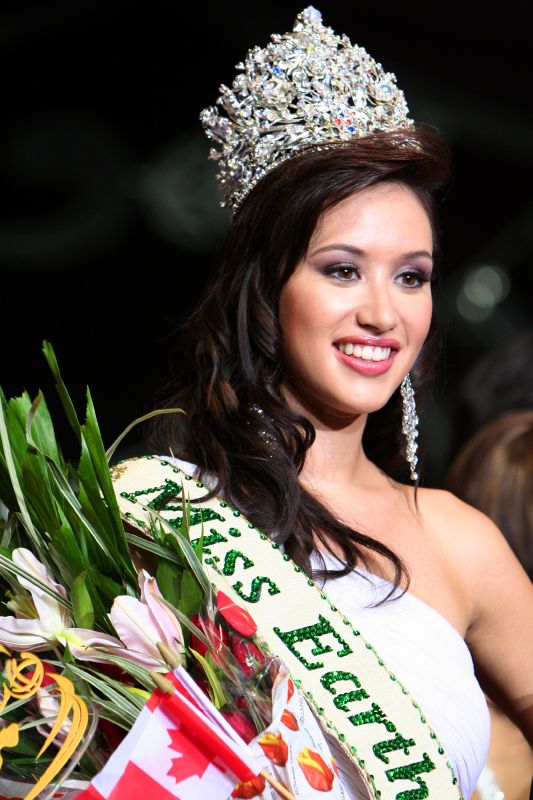
JessicaTrisko

Miss Earth este un concurs de frumusețe internațional, plasat ca mărime pe locul 3 după Miss World și Miss Universe. În anul 2007 au participat la concursul acesta un număr mai mare ca la Miss Universe. Concursul are loc din anul 2001 pe insulele Filipine. Câștigătoarei i se acordă titlul de Miss Earth urmând ca cele clasate pe locurile următoare să primească titlurile de Miss Air, Miss Water, Miss Fire.

## Câștigătoare
| Anul | Miss Earth                     | Țara                  | Locul concursului     |  |
| 2001 | Catharina Svensson             | Danemarca             | Quezon-oraș, Filipine |  |
| 2002 | Džejla Glavović                | Bosnia și Herțegovina | Pasay City, Filipine  |  |
| 2002 | Winfred Adah Omwakwe           | Kenya                 | Pasay City, Filipine  |  |
| 2003 | Dania Prince Méndez            | Honduras              | Quezon-oraș, Filipine |  |
| 2004 | Priscilla Meirelles de Almeida | Brazilia              | Quezon-oraș, Filipine |  |
| 2005 | Alexandra Braun Waldeck        | Venezuela             | Quezon-oraș, Filipine |  |
| 2006 | Hil Hernández                  | Chile                 | Manila, Filipine      |  |
| 2007 | Jessica Trisko                 | Canada                | Quezon-oraș, Filipine |  |
| 2008 | Karla Henry                    | Filipine              | Pampanga, Filipine    |  |
| 2009 | Larissa Ramos                  | Brazilia              | Boracay, Filipine     |  |
| 2010 | Nicole Faria                   | India                 | Nha Trang, Vietnam    |  |